# Наследие дроу
Тетралогия «Наследие дроу» — книжная тетралогия Роберта Сальваторе в жанре фэнтези. Является частью цикла, повествующего о приключениях тёмного эльфа Дзирта До’Урдена. Тетралогия включает в себя романы: «Тёмное наследие», «Беззвёздная ночь», «Нашествие тьмы» и «Путь к рассвету». Книги писались с 1992 по 1996 год. Цикл выдержан в стиле приключенческого героического фэнтези. Действие всех книг происходит в вымышленной вселенной Forgotten Realms.
Хронологически тетралогия «Наследие дроу» следует за трилогиями «Тёмный эльф» и «Долина Ледяного Ветра» и кроме четырёх основных романов дополняется рассказами «Тёмное зеркало» (1993) и «Вступительный взнос» (2004).

## «Тёмное наследие» (the Legacy, 1992)
Действие романа происходит в 1357 году по летоисчислению Долины.
Кэтти-бри и Вульфгар готовятся к свадьбе. В это время Артемис Энтрери, при помощи магической маски выдав себя за хафлинга Реджиса, проник в Мифрил Халл. Используя волшебный рубин, украденный у хафлинга, Артемис настраивает Вульфгара против Дзирта и заманивает дроу в ловушку. Вместе Артемис и Дзирт спускаются в нижние уровни Мифрил Халла. В подземельях их ожидает отряд дроу во главе с Вирной До’Урден и Джарлаксом. Вирна одержима идеей принести брата в жертву Ллос, чтобы вернуть расположение паучьей королевы. Артемис открывает своё истинное лицо и атакует Дзирта. Дроу удается схватить следопыта. Артемис Энтрери требует в качестве платы за то, что он привел Дзирта в ловушку право сразиться с ним. Убийца одержим желанием доказать своё превосходство. Однако во время поединка Дзирт нарочно сражается вполсилы, и Энтрери понимает, что единственный способ сразиться с ним в честном поединке — это помочь ему освободиться.
В это время друзья следопыта — Бренор, Вульфгар и Кэтти-бри спешат ему на помощь. Воспользовавшись замешательством дроу, Дриззту удается ускользнуть. В подземельях разгорелась схватка между дроу и дворфами Мифрил Халла. Видя, что победа и долгожданная цель ускользают от неё, Вирна призывает йоколл — ближайшую прислужницу Ллос. Йоколл нападает на Вульфгара и Кэтти-бри. Во время боя происходит обвал, и варвар, защищая свою невесту, погибает под завалами вместе с йоколл.
Энтрери и Дриззт вновь встречаются в поединке, на этот раз у дроу есть стимул сражаться и желание победить во что бы то ни стало. Однако в разгар поединка их обнаруживают дроу. Энтрери не желает оставлять исход поединка нерешенным, поэтому атакует дроу вместе с Дриззтом, однако потом убийца и следопыт вновь разделились. В одной из пещер Дриззт находит связанного и измученного Реджиса. Потом он вновь сталкивается с Энтрери — на этот раз около выхода из туннелей на каменном уступе. Они сражаются насмерть, и в ходе поединка Энтрери падает с обрыва. Дриззт и Реджис, уверенные, что убийца мертв, возвращаются в туннели, где все ещё идет бой. Дриззту удается пробиться к Вирне и он убивает её в поединке. Следопыт не добивает раненого Джарлакса, и наемнику удается сбежать.
Дворфам удается одержать победу, но радость омрачена гибелью Вульфгара. Реджис находит среди камней ещё живого Энтрери, снимает с его шеи магический рубин и оставляет умирать. Некоторое время спустя в Мензоберранзане мать Бэнр, выслушав доклад Джарлакса, решает атаковать Мифрил Халл всеми силами дроу.

## «Беззвёздная ночь» (Starless Night, 1993)
Обитатели Мифрил Халла скорбят о смерти Вульфгара. Дриззт чувствует свою вину в смерти друга, ведь это за ним охотились дроу. Он опасается, что его народ не оставит его в покое и нападения повторятся. Следопыт решает сам отправиться в Мензоберранзан. Дриззт оставляет статуэтку Гвенвивар у Реджиса и тайно покидает Мифрил Халл, направляясь к тому месту, где он впервые вышел на поверхность. Заметив исчезновение друга, Кэтти-бри узнает у Реджиса, куда отправился Дриззт. Взяв маску Агатхи (артефакт, позволяющий менять внешность), статуэтку пантеры и медальон, указывающий путь к Дриззту, подарок правительницы Сильвермуна — леди Аластриэль, Кэтти-бри отправляется вслед за Дриззтом. Она не успевает догнать его на поверхности и спускается за ним в Подземье. С помощью магической диадемы Кэтти-бри может видеть в темноте подземелий, она идет по следам Дриззта, отставая от него на несколько дней.
Тем временем в Мензоберранзане матрона Бэнр занимается созданием союза сильнейших Домов города с целью нападения на Мифрил Халл. Проходя недалеко от Блингенстоуна — города глубинных гномов, Дриззт становится свидетелем стычки дроу и свирфнебли. Следопыт приходит на помощь гномам, напав на дроу, но в суматохе был ранен одним из свирфнебли. Однако гномы не убивают его, а доставляют в Блингденстоун, где Дриззт встречается со своим старым другом Белваром Диссенгальпом. Придя в себя после ранения, дроу покинул город свирфов и продолжает свой путь в Мензоберранзан. Добравшись до города, Дриззт выдает себя за спасшегося солдата из отряда, уничтоженного свирфами. Однако Джарлакс узнал, что следопыт в городе и отдает приказ Бреган д’Эрт его схватить.
В этот момент Кэтти-бри тоже оказывается в Мензоберранзане, проделав тот же путь, что и Дриззт и тоже побывав в Блингденстоуне. Кэтти-бри спешит на остров ротов, где Дриззт сражается с солдатами-дроу, но не успевает ему помочь. Кэтти-бри побеждает Артемис Энтрери, который не погиб, как все считали, а присоединился к Джарлаксу и Бреган д’Эрт. Джарлакс передает Дриззта матроне Бэнр, не упомянув, что взял в плен ещё и Кэтти-бри. Дриззт оказывается в тюрьме Дома Бэнр, где иллитид Метил извлекает из его разума информацию о Мифрил Халле. Матрона Бэнр заявляет, что поимка отступника — всего лишь предлог, и, несмотря на то, что Дриззта принесут в жертву Ллос, нападение на Мифрил Халл состоится.
Артемис Энтрери стремится выбраться из Подземья, так как понимает, что это не место для любого человека. Он освобождает Кэтти-бри и предлагает помощь в спасении Дриззта. Не без скрытого содействия Джарлакса, убийца возвращает отобранные к Кэтти-бри артефакты — статуэтку Гвенвивар, магическую диадему и маску Агатхи. Вдвоем они проникают в тюрьму Дома Бэнр и освобождают Дриззта, сразившись с одной из дочерей матроны Бэнр. Им приходится выдержать страшный бой с несколькими десятками воинов-дроу. Дриззт побеждает оружейника Дома Бэнр — лучшего воина Мензоберранзана, а Кэтти-бри забирает его магический меч. Используя взрывной порошок, Кэтти-бри обрушила огромный сталактит на храм богини Ллос, где верховные жрицы готовились к жертвоприношению. После этого, воспользовавшись паникой, спутникам удается выбраться из города. Оказавшись на поверхности, Артемис Энтрери идет своей дорогой, а Дриззт и Кэтти-бри возвращаются в Мифрил Халл.

## «Нашествие тьмы» (Siege of Darkness, 1994)
Во всем Ториле начинается Смутное Время, время молчания и гибели богов. Паучья Королева Ллос перед тем как покинуть своих верных дроу, договаривается с демоном Эррту, чтобы он помог матронам Мензоберранзана захватить Мифрил Халл, обещая ему взамен старого врага — отступника Дриззта. После этого богиня Ллос исчезает, оставив своих жриц временно без магии. Мензоберранзан готовится к большому походу — матрона Бэнр продолжает создавать союз сильнейших домов для нападения на Мифрил Халл. Это задача усложняется из-за вечной склонности тёмных эльфов к интригам и предательству и из-за недавней неудачи с жертвоприношением Дриззта и разрушением храма — многие матери начали думать, что Ивоннель Бэнр утратила благосклонность Ллос. Масла в огонь взаимного недоверия и ожесточения подливает начало Кризиса Аватар и исчезновение богини Ллос, от воли которой зависит все в обществе дроу. Наемник Джарлакс ловко интригует, поддерживая одновременно все стороны — матрону Бэнр, которая боится заговора против себя, архимага Громфа, который начинает строить планы будущего переворота, другие дома Мензоберранзана и одновременно выдает информацию о грядущем походе свирфнеблинам из Блингденстоуна.
Тем временем обитатели Мифрил Халла тоже готовятся к войне. Бренор руководит укреплением обороны подземной твердыни, а Дриззт и Кэтти-бри удается заручиться поддержкой нового вождя племени Лося — Берктгара. Дриззт замечает странные перемены в личности своей подруги — оказывается, что меч, который она забрала с тела Дантрага Бэнра, магический и обладает собственной волей. Хазид’Хи (или Потрошитель) стремится принадлежать Дриззту До’Урдену и пытается влиять на поступки Кэтти-бри. Однако девушка подавляет его своей волей, и на многие годы меч становится её надежным и могущественным оружием.
Из-за войны богов в мире Торила начинаются проблемы с магией — она сперва ослабевает, а затем и вовсе исчезает. Матрона Бэнр почти 3000 лет держала в плену с помощью магического артефакта прародителя клана Боевых Топоров — Гандалуга Боевого Топора, первого короля Мифрил Халла. Из-за исчезновения магии дварфу удается освободиться, и он едва не убивает матрону Бэнр, но ему в последний момент мешает иллитид Метил. Гвенвивар, магическая пантера Дриззта, потеряла связь со своей статуэткой и не может вернуться на Астральный План, вынужденная оставаться на Первичном Материальном Уровне. Каждый день в неродном плане отнимает у пантеры силы, и Дриззт опасается за её жизнь. Но с помощью Гаркла Гарпелла — немного странноватого волшебника — дроу удается починить магическую статуэтку, и измученная Гвенвивар благополучно возвращается в свой план. В Мензоберранзане матрона Третьего Дома, Кьерл Облодра, решает воспользоваться ослаблением силы жриц Ллос и исчезновением магии. У всех членов Третьего Дома есть необычные псионические способности, которые никак не ослабели из-за кризиса. Сделав ставку на этот козырь, Кьерл почти открыто убивает нескольких высших жриц и матрону дома Фэн Тлаббар — Четвёртого Дома Мезоберранзана и готовиться напасть на Дом Бэнр. Это переполняет чашу терпения Ллос, и она дает Ивоннель Бэнр огромную магическую силу, чтобы сокрушить Третий Дом. Почти все обитатели Дома Облодра и само здание Дома волей богини Ллос падают на дно огромной расселины и подвергаются забвению. Спастись удается лишь Киммуриэлю, которого Джарлакс принимает в Бреган Д’Эрт. Авторитет матроны Бэнр вновь восстановлен, и никто не смеет перечить её воле. Магия вернулась, Смутное Время окончилось, и армия дроу готова выступать.
Бренор Боевой Топор и леди Алустриэль поднимают на борьбу с дроу всю Лигу Серебряных Пределов: варвары племени Лося, гвардейцы Несма, рыцари Сильвермуна, дварфы соседних твердынь — все готовы прийти на помощь Мифрил Халлу. Такое же решение принимают сфирфнеблины из Блингденстоуна — Белвар Диссенгальп ведет около 300 гномов на поверхность, чтобы помочь дварфам и Дриззту До’Урдену, а также чтобы нанести поражение Мензоберранзану и обезопасить свой город.
Армия дроу разделена на две основные части — одна во главе с матроной Бэнр осаждает Мифрил Халл снизу, другая под командованием младшего сына Ивоннель, Бергиньона, выходит на поверхность ночью и ведет сражение с союзниками дварфов. Тяжелая для обеих сторон битва длится всю ночь; армия дроу на поверхности сперва побеждает (одному из магов удается серьёзно ранить леди Алустриэль), но начинает терпеть поражение, когда всходит солнце. Дриззт, Бренор, Кэтти-бри и отряд Весёлые мясники сражаются в нижних туннелях Мифрил Халла. Матрона Бэнр понимает, что её кампания на грани краха, и чувствует пораженческие настроения у других жриц. Она призывает демона Эррту и приказывает ему расправиться с матроной Оропол Дирр, что лишь больше укрепляет остальных жриц в мысли, что Ивоннель Бэнр больше не пользуется благосклонностью Ллос. Бергиньон приказывает свои воинам отступать и оставить Долину Хранителя. Поражение дроу становится очевидным.
Дриззт, Бренор Боевой Топор и его отряд пробиваются на нижние туннели к матери Бэнр и её союзницам. Бренор увидел Гандалуга, которого дроу взяли с собой в качестве пленника, и каким-то образом узнает своего прародителя. Бренор бросается на дроу и убивает топором матрону Бэнр и её дочь Квентель. Дриззт вновь одерживает победу над демоном Эррту, который пришёл на помощь жрицам по приказу Ллос.
Дварфы и их союзники побеждают; дроу, лишившись жриц, которые ими командовали, отступают. Бергиньон решает не возвращаться в Мензоберранзан, а вместо этого присоединиться к Джарлаксу. Гандалуг Боевой Топор вернулся к своему клану и вновь стал королём Мифрил Халла, оставшиеся в живых свирфнеблины Блингденстоуна нашли приют в твердыне дварфов, а великий город тёмных эльфов ещё много лет будет восстанавливать потери.
В Бездне встречаются Эррту и Ллос. Королева Пауков явно довольна тем, как все получилось, потому как теперь весь Мензоберранзан погружен в великолепный хаос. Ллос предлагает демону другую плату — вместо Дриззта До’Урдена она отдает ему некоего таинственного пленника, чем Эррту остается очень доволен.
Дриззт До’Урден и Кэтти-бри покидают Мифрил Халл и отправляются в путешествие на поиски новых приключений.

## «Путь к рассвету» (Passage to Dawn, 1996)
Действие романа происходит в 1364 году по Летоисчислению Долины, спустя 6 лет после нашествия армии дроу. Дриззт и Кэтти-бри, покинув Мифрил Халл, находят своего старого друга, капитана Дюдермонта и нанимаются на его шхуну «Морская фея», чтобы помочь в борьбе с пиратами. Бренор Боевой Топор, уступив трон своему предку Гандалугу, решает перебраться обратно в Долину Ледяного Ветра, в свой прежний дом, вместе с частью своего клана. Такое же решение принимает вождь племени Лося — комфортная жизнь с Сеттлстоуне не соответствует традициям варваров Утгарта. Дело жизни Вульфгара — объединение варварских племен и начало оседлого мирного существования — оказывается забытым.
Тем временем в Бездне демон Эррту мучает и истязает своего пленника, которого ему подарила Лолс, и вынашивает планы мести Дриззту. При помощи младшего демона Эррту передает следопыту и капитану Дюдермонту послание: добраться до неизвестного острова Каэрвич.
Чудаковатый волшебник Гаркл Гарпелл, старый друг Дриззта, создает заклинание — Туман Судьбы, которое помогает человеку найти свою судьбу. Как оно работает, не знает даже сам Гаркл, но с помощью этой магии волшебник попадает на корабль Дюдермонта. Друзьям удается раздобыть карту, и вместе они плывут на остров Каэрвич. На острове путешественники находят слепую ведьму, которая передает Дриззту зашифрованное в стихах сообщение от Эррту, суть которого в том, что дроу должен спасти своего друга, который находится в плену у его врага. Дриззт думает, что в этом обращении речь идет об его отце Закнафейне, который был принесен в жертву Лолс, и о демоне Эррту, которого он победил в сражении и отправил в Бездну.
Поскольку в этом деле замешаны тёмные боги и злые демоны, друзья решают обратиться за помощью к могущественному клирику. Туман Судьбы магическим образом переносит «Морскую фею» на другой конец Фейруна, к священнику бога Денейра — Кеддерли. Клерик призывает Эррту, чтобы заставить его ответить на вопросы Дризтта, но случайно освобождает демона от его столетней ссылки в Бездне. Эррту заявляет, что направится в Долину Ледяного Ветра за магическим осколком Креншинибоном, и что дроу стоит поторопиться, если он хочет вызволить своего друга из Бездны. Кеддерли телепортирует дроу и Кэтти-бри (Гаркл вернулся в свой дом, а капитан Дюдермонт остался со своей командой) в Лускан, откуда спутники направляются в Долину Ледяного Ветра.
Кристалл Креншинибон, погребенный под толщами снега, находит нового хозяина — приближенную Бренора, клерика Стампет. Злобный кристалл приказывает ей идти на ледяной остров, где на неё нападает Эррту и заключает её душу в магический сапфир. Дриззт, Кэтти-бри, Бренор и Реджис успевают вовремя и сражаются с Эррту. Во время драки пленнику демона удается освободиться, и друзья узнают в нем Вульфгара. Вместе дроу и его спутники побеждают Эррту и его подручных и освобождают душу Стампет.
Все радуются возвращению Вульфгара из Бездны, однако Кэтти-бри понимает, что после шести лет разлуки их отношения не могут стать прежними. Варвар отказывается вновь возглавить племя Лося. Дриззт и его друзья решают уничтожить Креншинибон во что бы то ни стало.